# Moritz Mössinger
Moritz Mössinger (* in Stuttgart) ist ein deutscher Kameramann.

## Leben
Mössinger studierte Audiovisuelle Medien (BA) an der Hochschule der Medien Stuttgart sowie Cinematography (BA) an der Screen Academy in Edinburgh (Schottland). Während seines Studiums arbeitete er außerdem in Deutschland und Großbritannien als Kameraassistent und Beleuchter im Spielfilm und der Werbung. Nach seiner Rückkehr nach Deutschland zog er nach Berlin, wo er als freiberuflicher Kameramann und Kameraassistent arbeitete. Zum Abschluss seiner Ausbildung und um seinen Fokus vollständig auf die Arbeit als Kameramann legen zu können, absolvierte Mössinger von 2014 bis 2016 seinen Master of Arts in Bildgestaltung/Kamera an der Hamburg Media School. Seit 2015 arbeitet er ausschließlich als bildgestaltender Kameramann in Werbung und Film, unter anderem für die Fernsehreihe Tatort.
Die Kurzfilme Samira (2016, Regie Charlotte Rolfes) und Trade Queen (2015, Regie David Wagner) wurden bei mehreren Film-Festivals ausgezeichnet. Sein Abschlussfilm an der Hamburg Media School, Aloha (Regie: Charlotte Rolfes), hatte seine Festivalpremiere auf den Internationalen Hofer Filmtagen 2017, wo auch sein Langfilm Störung  im Jahr 2023 seine Premiere feierte.
Mössinger ist Alumni der Claussen-Simon-Stiftung, war Fotografie-Resident 2018 in Busan (Südkorea) und lebt in Hamburg, sowie London.

## Filmografie (Auswahl)
Kurz- und Spielfilm
- 2023: By Any other Name (Kurzfilm) – Regie: Daniel Deville
- 2022: Störung (Langfilm) – Regie: Constantin Hatz
- 2021: Love Addicts (B-Kamera) – Regie: Arabella Bartsch, Janosch Chávez-Kreft
- 2020: Passage (Kurzfilm) – Regie: Justin Koch
- 2018: Tatort: Alles was Sie sagen (B-Kamera) – Regie: Özgür Yıldırım
- 2018: Der Junge muss an die frische Luft (B-Kamera) – Regie: Caroline Link
- 2017: Aloha (Kurzfilm) – Regie: Charlotte Rolfes
- 2016: Samira (Kurzfilm) – Regie: Charlotte Rolfes
- 2015: Trade Queen – Regie: David Wagner
- 2014: April Passed – Prod.: Man Apart
- 2014: Situation Normal All Fucked Up – Regie: Jenny Crook
- 2013: Sarahs Room – Regie: Grant McPhee
- 2012: 22nd November – Regie: Stuart Edwards
- 2012: Silvanesti – Regie: Joscha Ortmeier, Tobias Mrosek

Musikvideos
- 2022: Head on Fire – Griff x Sigrid – Prod.: Somesuch.co
- 2021: Atmen – Jupiter Jones – Prod.: Clipper Film
- 2019: Die Nacht – PeterLicht – Prod.: Simon&Paul
- 2018 The Hurting – Svavar Knútur – Prod.: Antiplot Films
- 2018 Fieber – Neonschwarz – Prod.: Antiplot Films
- 2018 Skin of a Redneck – Dead Cross – Prod.: Clipp Film
- 2017 A Thousand fears later – Tower, Antenna – Prod.: Antiplot Films

Dokumentationen
- 2022: Vogeler – Aus dem Leben eines Träumers – Regie: Marie Noelle
- 2020: Gemeinsam Nüchtern – Regie: Fabian Schmalenbach
- 2020: Die Gewichtheberin – Regie: Constantin Hatz, Annelie Boros
- 2019: Bewegungs Docs – Regie: Lukas Rieckman
- 2018: Through our Eyes – Regie: Samir Mehanovic
- 2016: Wissen ist die beste Medizin – Regie: Lukas Rieckman
- 2013: Dreams of Gold – Regie: Ramon Durman
- 2013: Rose Street – Regie: John Angus

## Auszeichnungen/Nominierungen
Der Junge muss an die frische Luft (2019) 
- Deutscher Filmpreis u. a. für Beste Kamera[4]